# Josef Busley
Josef Busley (geboren am 5. April 1888 in Burglahr; gestorben am 11. Mai 1970) war ein deutscher Kunsthistoriker und Ministerialrat.

## Leben
Josef Busley studierte nach seiner schulischen Ausbildung u. a. an der Universität Bonn, wo er mit einer Arbeit zum Gründungsbau der Koblenzer Kirche St. Kastor 1923 zum Dr. phil. promoviert wurde. Im Weiteren war er langjähriger wissenschaftlicher Assistent des Direktors des Kunsthistorischen Instituts der Universität Bonn, Paul Clemen und nahm in dieser Zeit an den Vorbereitungen der Jahrtausendausstellung anlässlich der Rheinischen Jahrtausendfeier 1925 in Köln teil.
Im Juli 1927 beauftragte der Landeshauptmann der Rheinprovinz, Johannes Horion Busley mit der Leitung der nunmehrigen Abteilung für Kultur- und Denkmalpflege bei der Rheinischen Provinzialverwaltung in Düsseldorf. Aus dieser Stellung wurde er nach der Machtübernahme durch die Nationalsozialisten im November 1933 entlassen. Busley galt als überzeugter Katholik und dem Nationalsozialismus ablehnend gegenüberstehend. Paul Clemen erinnerte sich dankbar an früheres entgegenkommen Busleys und übernahm ihn als Landesoberverwaltungsrat in die Denkmälerinventarisation nach Bonn. Dort war Busley federführend mit der Erstellung und Herausgabe der Bände zu den Kreisen Altenkirchen und Mayen (2 Halbbände) in der von Paul Clemen begründeten Reihe Der Kunstdenkmäler der Rheinprovinz befasst. Auch den Kreis Simmern bereiste Busley 1936–1937 und erarbeitete ein Manuskript, das als Folge des 1939 beginnenden Zweiten Weltkriegs jedoch unvollendet blieb.
Von Anfang bis Juli 1940 war er in Bonn zugleich Stellvertreter des Standortkommandanten, bevor er als Oberkriegsverwaltungsrat für den Kunstschutz im besetzten Südwestfrankreich (Angers und Bordeaux) zur Heeresverwaltung abgeordnet wurde. Als Militärverwaltungsbeamter wurde Busley schließlich im Oktober 1944 aus dem Heeresdienst entlassen. Ende 1944 / Mitte 1945 war Busley dann seitens des Provinzialkonservators der Rheinprovinz, Franz Graf Wolff-Metternich beauftragt mit der laufenden Kontrolle und Überwachung der im rechtsrheinischen gelegenen Bergungsorte von Kunstschätzen. Seinen Wohnsitz hatte er zu dieser Zeit im Pfarrhaus zu Leubsdorf, wo seine Schwester(?) Anna Busley (geboren am 29. Juni 1886 in Burglahr; gestorben am 21. Oktober 1954 in Leubsdorf) den Haushalt führte. 1945 fand Busley zudem als Lebensmittelbeauftragter im Raum Linz am Rhein Beschäftigung, bevor er die Leitung des Amtes für Kunstschutz und Denkmalpflege des Stadt- und Landkreises Bonn übernahm. Hieran schloss sich im Juli 1945 per Ernennung durch die Militärregierung eine Weiterbeschäftigung als Referent für Kultur- und Denkmalpflege beim Oberpräsidenten der Nordrheinprovinz.
Während seiner letzten Dienststellung versah Busley von 1946 bis 1954 als Abteilungsleiter im Nordrhein-Westfälischen Kultusministerium im Rang als Ministerialrat den Dienstbereich Bildende Kunst, Landesmuseen, Wiederaufbau der zerstörten Denkmäler, Ausgrabungswesen, Naturschutz, Landschafts- und Heimatpflege. Als solcher wirkte er 1951/1952 im Kuratorium der Kunstausstellung Eisen und Stahl mit.
Mit seinem Übergang in den Ruhestand war Busley zuletzt erster Generalsekretär der Stiftung Villa Hügel  in Essen und hatte 1955/56 einen Lehrauftrag für Kunstgeschichte und Denkmalpflege an der Universität zu Köln.
Seit 1929 gehörte Busley dem Vorstand des Rheinischen Vereins für Denkmalpflege und Heimatschutz an und fungierte auch als dessen Schriftleiter. 1951 war er 2. stellvertretender Vorsitzender des Rheinischen Heimatbundes. Busley gehörte daneben weiteren Vereinen und Organisationen an. So war er Rotarierer, Mitglied der Düsseldorfer Künstlervereinigung Malkasten und der Freunde und Förderer der Staatlichen Kunstakademie.
Josef Busley heiratete 1930 Ilse Kux-Bismeyer (geboren am 26. Mai 1905 in Elberfeld; gestorben am 15. Januar 1992 in Düsseldorf), dem einzigen Kind des Landgerichtsdirektors Emil Kux aus dessen Ehe mit Amalie Kux geb. Schütte. Josef und Amalie lernten sich in den 1920er Jahren im Umfeld des Malkasten kennen. Familie Busley pflegte seit den 1930er Jahren freundschaftliche Kontakte zu Konrad Adenauer.
Sein von 1927 bis 1969 reichender Nachlass wird im Landesarchiv Nordrhein-Westfalen unter RWN 0199 verwahrt.

## Schriften (Auswahl)
- Der Hettische Gründungsbau von St. Castor-Koblenz (836). Eine Studie zur karolingischen Baugeschichte, Schwann, Düsseldorf 1923 (Dissertation, Universität Bonn 1923)
- mit Heinrich Neu (Bearb.): Die Kunstdenkmäler des Kreises Altenkirchen. (=Paul Clemen (Hrsg.): Die Kunstdenkmäler der Rheinprovinz, 16. Band I. Abteilung) L. Schwann, Düsseldorf 1935 (Nachdruck Pädagogischer Verlag Schwann-Bagel, Düsseldorf 1985, ISBN 3-590-32148-2).
- mit Heinrich Neu (Bearb.): Die Kunstdenkmäler des Kreises Mayen. Die Kunstdenkmäler der Ämter Andernach-Stadt und -Land, Burgbrohl, Kelberg, Kempenich und Virneburg. (=Paul Clemen (Hrsg.): Die Kunstdenkmäler der Rheinprovinz, 17. Band II. Abteilung, Halbband 1) L. Schwann, Düsseldorf 1941 (Nachdruck Pädagogischer Verlag Schwann-Bagel, Düsseldorf 1983, ISBN 3-590-32143-1).
- mit Hanna Adenauer und Heinrich Neu (Bearb.): Die Kunstdenkmäler des Kreises Mayen. Die Kunstdenkmäler der Ämter Mayen-Stadt und Mayen-Land, Münstermaifeld, Nieder-Mendig und Polch. (=Paul Clemen (Hrsg.): Die Kunstdenkmäler der Rheinprovinz, 17. Band II. Abteilung, Halbband 2) L. Schwann, Düsseldorf 1943 (Rekonstruktion des kriegsbedingt nicht erschienen Teilbandes Pädagogischer Verlag Schwann-Bagel, Düsseldorf 1985, ISBN 3-590-32144-X).
- Der Dom zu Köln (Hrsg.: Rheinischer Heimatbund (Rheinischer Verein für Denkmalpflege u. Heimatschutz)), Bonn 1948